# Лонган
Лонган (в'єт. Long An) — провінція на півдні В'єтнаму, що примикає з південного заходу до агломерації Хошиміна. Розташована у дельті Меконга. Адміністративний центр — Танан розташований за 47 км від Хошиміну і за 1766 км від Ханоя.

## Адміністративний поділ
Провінція складається з муніципалітету Танана і 14 повітів:
- Бенлик (Bến Lức)
- Кандиок (Cần Đước)
- Канзюок (Cần Giuộc)
- Тяутхань (Châu Thành)
- Дикхоа (Đức Hòa)
- Дикхюе (Đức Huệ)
- Мокхоа (Mộc Hóa)
- Танхинг (Tân Hưng)
- Тантхань (Tân Thạnh)
- Танчу (Tân Trụ)
- Тханьхоа (Thạnh Hóa)
- Тхутхиа (Thủ Thừa)
- Танан (повіт; TX Tân An)
- Віньхинг (Vĩnh Hưng)

## Населення

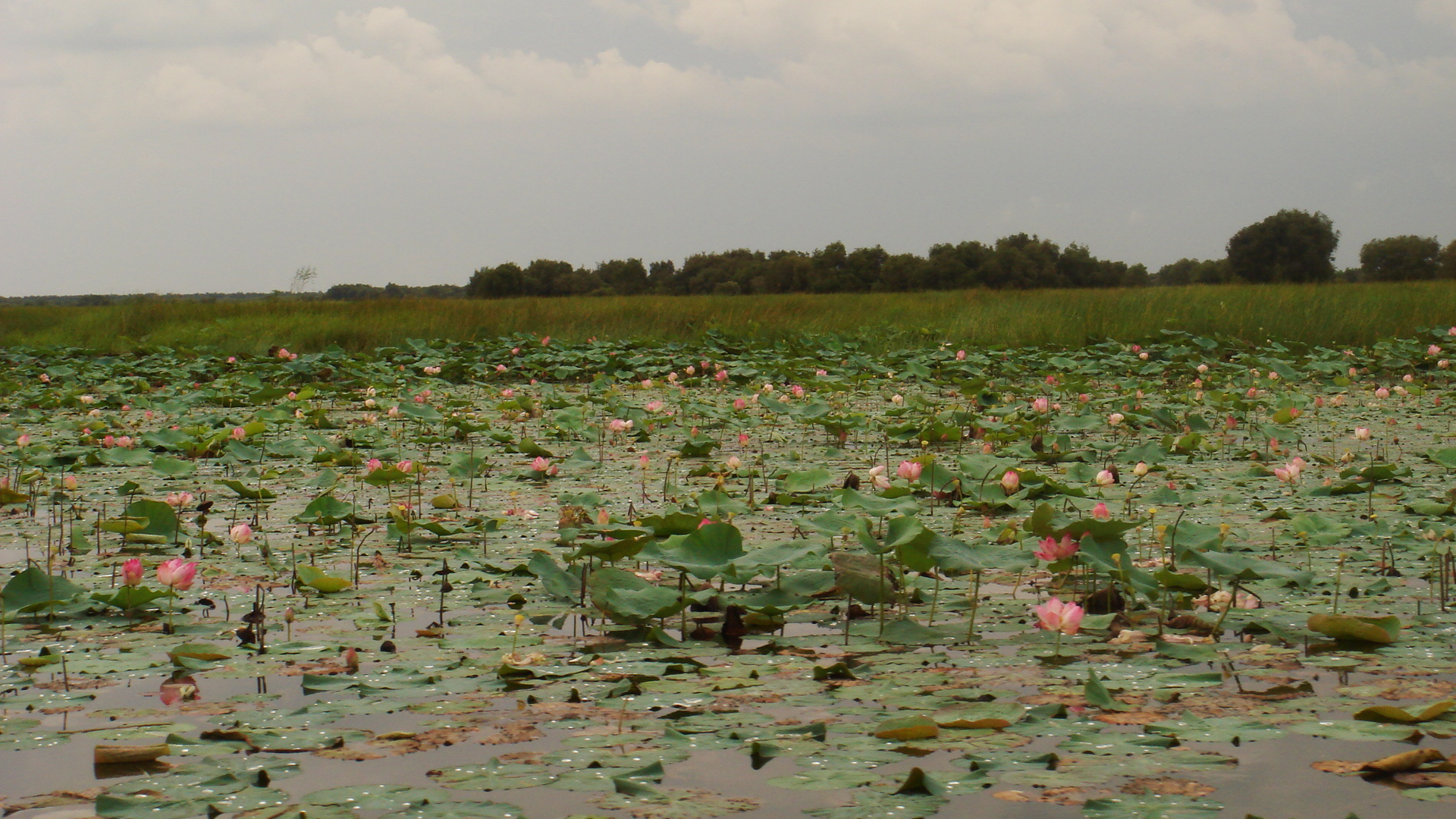
Краєвид Лонгану у Đồng Tháp Mười (рівнини Рідс)

У 2009 році населення провінції становило 1 436 066 осіб (перепис), з них 711 073 (49,52 %) чоловіки і 724 993 (50,48 %) жінки, 1 186 036 (82,59 %) сільські жителі і 250 030 (17,41 %) жителі міст, 1 431 644 (99,69 %) етнічні в'єтнамці.